# أيام الماعز
أيام الماعز هي رواية باللغة المالايالامية لعام 2008 للمؤلف الهندي بنيامين. تدور أحداثها حول عامل مهاجر مالايالي تعرض للإساءة والتعذيب في المملكة العربية السعودية، ليعمل راعٍ للماعز ضد إرادته.
الرواية مبنية على أحداث حقيقية وكانت من أكثر الكتب مبيعًا في ولاية كيرلا. وفقًا لوسائل الإعلام، أصبح بنيامين "شخصية مشهورة بين عشية وضحاها" مع نشر هذه "القصة القوية" وهو حاليًا أحد أكثر الكتب مبيعًا باللغة المالايالامية، أعيد طباعة النسخة المالايالامية الأصلية منها أكثر من 100 مرة.
تتناول الرواية حياة نجيب محمد، المهاجر الهندي الذي اختفى في المملكة العربية السعودية. كان حلمه هو العمل في دول الخليج العربي وكسب ما يكفي من المال لإرساله إلى أهله في الهند. وعندما يصل للسعودية تدفعهُ سلسلة من الأحداث إلى حياة أشبه بالعبودية حيث يرعى الماعز في وسط الصحراء. وفي نهاية الرواية، يُخطط نجيب لخطة خطيرة للهروب من سجنه الصحراوي. تصف مقدمة دار نشر بنغون الرواية بأنها "الكوميديا الغريبة والمريرة لحياة نجيب في الصحراء" و"قصة عالمية عن الوحدة والاغتراب".
ظهرت الترجمة الإنجليزية للرواية في القائمة الطويلة لجائزة مان الأدبية الآسيوية 2012 وفي القائمة القصيرة لجائزة DSC للأدب في جنوب آسيا 2013. كما فازت الرواية بجائزة أكاديمية كيرلا الأدبية في عام 2009.

## الشخصيات الرئيسية
- نجيب محمد، بطل الرواية «السجين رقم 13858 في سجن الشميسي، المملكة العربية السعودية»، قضى ثلاثة سنوات و4 أشهر (4 أبريل 1992 – 13 أغسطس 1995) في مزرعة نائية في الصحراء السعودية. في الأصل كان عامل منجم رمل من أراتوبوزها في هاريباد،[7] حصل على التأشيرة من صديق مقيم في كاروفاتا مقابل 30٬000 روبية هندية (500 دولار أمريكي) ليعمل مساعداً في شركة إنشاءات في المملكة العربية السعودية. نجيب محمد هو شخصية حقيقية في الحياة الواقعية.
- حكيم هو شاب وقع في فخ شخص عربي آخر ويعيش حياة مماثلة لحياة نجيب. ينضم إلى نجيب للهروب من الصحراء، إلا أنه يموت بسبب الجوع والعطش في رحلتهم المحفوفة بالمخاطر عبر الصحراء العربية.
- إبراهيم قادري
- المالك العربي
- حميد
- كونجيكا
- ساينو: زوجة نجيب

## إلهام
يروي بنيامين لقاءه مع نجيب الحقيقي، فيقول:
| « | ولكن عندما سمعت قصته، أدركت أن هذه هي القصة التي كنت أنتظر أن أرويها للعالم، وأدركت أن هذه القصة لابد وأن تُروى. عادة لا نسمع إلا عن قصص النجاح في الخليج. ولكنني أردت أن أتحدث عن العديد من الذين يعيشون حياة مليئة بالمعاناة والألم. | » |

## الترجمات
نشر الكتاب الأصلي عن دار Green Books Private Limited في 15 يوليو 2008. وترجم إلى عدة لغات، منها الإنجليزية عن دار Penguin Books للمترجم جوزيف كويبالي، أستاذ الأدب في الجامعة المركزية في كيرلا. وللعربية للمترجم سهيل وافي عن دار مكتبة آفاق عام 2015.